# Maguma Taishi
Maguma Taishi (マグマ大使)  fue una serie de televisión japonesa creada por el mangaka Osamu Tezuka. En Hispanoamérica fue conocida como Goldar  o Monstruos del espacio y en Estados Unidos como Space Giants. También es conocida como Ambassador Magma.
La serie televisiva fue producida por P. Productions, y transmitida al aire en la cadena televisiva Fuji Television desde el 4 de julio de 1966 hasta el 25 de septiembre de 1967, comprendiendo un total de 52 episodios. Fue la primera serie televisiva tokusatsu en emitirse en color, anticipándose a Ultraman por seis días. En Hispanoamérica la transmisión corrió de 1970 a 1972.

## Trama
El invasor alienígena Goa (Rodak) planea conquistar la tierra. Advierte primero a la familia Murakami (padre Atsushi, madre Tomoko e hijo Mamoru) de sus planes, y les demuestra sus poderes transportándolos a una selva prehistórica en donde destruye ante sus ojos a un gigantesco dinosaurio (en realidad es Agon el monstruo oficial de las series televisivas japonesas con un perfil muy similar a Godzilla). Pero ellos no aceptan rendirse y sus esperanzas cobran forma en Magma (Goldar) un gigantesco "robot" de color dorado de larga cabellera con antenas y bien pertrechado. Él y su esposa Mol (de apariencia humana) ambos creados por el mago Tierra, (Methusa, quien por supuesto vive en la tierra) son enviados para defender al mundo de las amenazas de Rodak. Establecen amistad con Atsushi y Mamoru. Dicho encuentro despierta el deseo de Magma para tener un hijo con Mol, por lo que el mago les da un hijo que viene a ser una réplica de Mamoru y que es nombrado Gam (quien usa un casco con antenas). Así mismo el mago le da a Mamoru un silbato el cual al ser sonado por una vez puede llamar a Gam, dos veces a Mol y tres veces a Goldar en cualquier momento crítico. Así cuando Goa libera a alguno de sus varios daikaiju, en algunas veces aparecen Magma, Mol, Gam volando dispuestos al rescate.

## Ambassador Magma
Ambassador Magma, a pesar de su apariencia de robot, no es un robot, sino más bien un gigante viviente forjado en oro. De hecho dentro de su aparición piloto en las series manga, el actor que caracterizaba a Magma (Goldar) (Tetsuya Uozomi) usaba maquillaje color dorado en su rostro.Por lo que tenía varias dificultades con su caracterización al perder en ocasiones parte de su maquillaje. La solución se implementó al usar una máscara dorada de apariencia humana.
Magma, al igual que su esposa "humana" Mol y Gam se transformaba en una gigante nave-cohete dorada. Fijando un antecedente en la serie de "robots" transformables.
También dispara cohetes o misiles localizados en un panel ubicado en su pecho, y disparaba rayos láser desde sus antenas.

## Un poco más de la versión americana
Space Giants (Gigantes Espaciales) fue el título en inglés de la serie. Lo más notable era la transformación de estos robots en naves-cohete, y el combate contra diversos monstruos, y algunos villanos con el aspecto de nija llamados Lugo men los cuales se desvanecían en un efecto de burbuja al ser aniquilados.
El conflicto principal de la serie se centraba en la personalidad de Rodak quien continuamente intentaba dominar al mundo a través de sus monstruos. Las historias eran resueltas un tanto como en Doctor Who, en cuatro episodios. Lo que suponía la aparición de un monstruo novedoso cada 5 capítulos el mago creador de Goldar (Magma) tenía el aspecto de un anciano de barba larga blanca al igual que su cabellera y se le llamaba Methusan o Methuselah (Matusalen). A respecto de los personajes humanos era frecuente que la familia o alguno de sus miembros se viera frecuentemente atrapado entre el fuego cruzado de los robots y los gigantescos monstruos y en ocasiones acosados por los Lugo men. Uno de los capítulos más recordados fue aquel en que la madre de Miko fue secuestrada por los Lugo men sin saber de su paradero durante varios episodios posteriores.
En el primer episodio el equipo de robots estaba formado inicialmente por Goldar con sus 15.2 metros de estatura y su compañera una robot humanoide plateada de nombre Silvar. Implicando su creación por parte de Methusan. El equipo se completó con la posterior creación de Gam.
El show fue transmitido en 1966 y su título internacional fue Space Avenger, la serie fue totalmente doblada al inglés y posteriormente al español, en inglés su título fue The Space Giants siendo transmitido hasta 1972 la distribución en todas las cadenas americanas se prolongó hasta 1978. En Hispanoamérica se le conoció como Goldar, o Monstruos del Espacio.
Ambassador Magma (Goldar) hizo un cameo en el 2004 en la serie Astroboy: Factor Omega en la serie de videojuegos Nintendo Game Boy acompañado de algunos compañeros de su serie, creados por Tezuka.

## El cambio de Nombres
Japonés-inglés/español
- Magma -Goldar/Goldar
- Mol- Silvar/Silvar
- Gam- (igual)/(igual)
- Goa- Rodak/Rodak
- Atsushi Murakami- Ito "Tom" Mura
- Tomoko Murakami- Tomoko Mura
- Earth- Methusan/Matusalen

## Series OVA de 1993
Un remake OVA de 13 episodios en anime se produjo en 1993 pero a pesar de la hermosa animación y diseños que tuvo, no logró repercutir en el teleauditorio que la consideró inmensamente inferior al manga tokusatsu original.
Fue producido por Bandai Visual, Tezuka Productions y PLEX, dirigido por Hideito Ueda.

## Reparto de voces
- Mamoru Murakami -Masami Kikuchi, en.Johathan Fahn, es.(¿?)
- Atsushi Murakami-Juurouta Kosugi, en. Sonny Byrkett, es.(¿?)
- Tomoko Murakami-Rika Fukami, en. Emma Jackson, es.(¿?)
- Fumiaki Asuka-Hidetoshi Nakamura, en. Steve Blum, es.(¿?)
- Miki Asuka-Miki Itō, en. Debra Jean Rogers, es.(¿?)
- Magma (Goldar)-Akio Ōtsuka, en. Steven Blum, es.(¿?)